# One of Us (filme)
One of Us é um filme-documentário estadunidense de 2017 dirigido e escrito por Heidi Ewing e Rachel Grady, que segue a história de três judeus chassídicos em Brooklyn. Distribuído mundialmente pela Netflix em 20 de outubro de 2017, a obra trata sobre diferenças culturais, bem como abuso doméstico e violência sexual.